# Venöse Hypertonie
Als venöse Hypertonie (venöse Hypertension, Hypertonia venosa, Phlebohypertonie; Wortstamm phleb von altgriechisch φλέψ phléps, ‚Blutgefäß‘, „Blutader“, ‚Vene‘, lateinisch vena; altgriechisch ὑπέρ- hypér- „über-“ und τόνος tónos „Spannung“) bezeichnet man in der Medizin einen erhöhten Blutdruck im Venensystem. Man spricht in der Phlebologie von einer Erhöhung des Venendrucks oder des „Veneninnendrucks“ und von „Venendrucksteigerungen“ sowie von „erhöhten Venendruckwerten“. „Periphere Stauungen und Ödeme entstehen aufgrund einer Erhöhung des Venendrucks beziehungsweise des Kapillardrucks im Körperkreislauf.“

## Erklärung
Der Medizin-Duden definiert den Blutdruck als „Druck des Blutes auf die Gefäßwand,“ ohne zwischen Arterien und Venen zu unterscheiden. Die Einteilung in systolischen Blutdruck und diastolischen Blutdruck gilt also sowohl für die Schlagadern wie auch für die Blutadern. Ebenso wird die Blutdruckamplitude als „Differenz zwischen systolischem und diastolischem Blutdruck“ ohne Bezugnahme auf die beiden Kreislaufschenkel definiert. Der Brockhaus erwähnt nur, dass der Blutdruck „beim Einmünden der großen Blutadern in das Herz etwa gleich null“ ist, ohne weiter auf den venösen Blutdruck einzugehen.
In den Beinen ist typischerweise eine Venenklappeninsuffizienz bei einer chronischen venösen Insuffizienz die Ursache für einen venösen Blutdruckanstieg. Außerdem können mechanische Rückflussbehinderungen sowie Einflussstauungen zum Druckanstieg in den Blutadern führen. Tinsley Randolph Harrison nannte in seinem Standardwerk ein erhöhtes Blutvolumen, die Orthopnoe und eine Venenkonstriktion bei der Herzinsuffizienz als weitere Ursachen für einen Blutdruckanstieg auch in den Extremitätenvenen.
Der Begriff der venösen Hypertonie umfasst nur den peripheren Venendruck und nicht die Erhöhung des zentralen Venendrucks (ZVD). Der venöse Blutdruck in den Extremitäten heißt auch periphervenöser Druck. Allgemein spricht man vom Niederdrucksystem.
Es wird oft nicht zwischen systolischem und diastolischem Venendruck unterschieden. Ebenso wird in der Fachliteratur kein mittlerer venöser Blutdruck analog zum mittleren arteriellen Blutdruck (MAD) angegeben. Trotzdem gibt es den Begriff des Venenpulses zur Bezeichnung von herzsynchronen Volumenschwankungen und Blutdruckschwankungen in den herznahen Venen, besonders in den Halsvenen (Jugularispuls). Man spricht dann von Schlauchwellen oder beim Volumenpuls als Folge rhythmischer Abflussbehinderungen von Druckschwellen oder Pulsschnellen.
Im großen und im kleinen Kreislauf ist auch in den venösen Schenkeln der Blutdruck gleich dem Produkt aus Herzzeitvolumen und peripherem Widerstand. „Die treibende Kraft für den Rückstrom des Blutes aus den Geweben zum rechten Herzen ist ein zentripetales Druckgefälle.“

## Geschichte
Schon Carl Ludwig hat 1861 in der zweiten Auflage seines Lehrbuches der Physiologie des Menschen den venösen Blutdruck als „Spannung in den Venen“ beschrieben. Die mechanische Spannung hat dieselbe Maßeinheit wie der Druck (Dimension Kraft pro Fläche; Druckeinheiten N/m² = kg/ms² = Pascal oder veraltet mmHg = Millimeter Quecksilbersäule). Ausführlich erklärte und illustrierte er die blutige und die unblutige Blutdruckmessung. Er verwendete die Bezeichnungen Blutdruck, Normaldruck, Mitteldruck, Stromspannung, Triebkräfte für den Blutstrom und Stoßkraft des Herzens. Zur Blutdruckmessung verwendete er ein Manometer und einen Sphygmographen und benutzte bereits die Einheit mmHg. Auf Seite 154 findet sich neben der Figur 45 eine ausführliche Erklärung des Sphygmographen von Karl von Vierordt aus dem Jahr 1855.
Noch 1940 wurde ein Aderlass von 300 bis 500 Milliliter zur Therapie der venösen Hypertonie für erforderlich gehalten.

## Häufigkeit
„Es scheint aber doch, daß derartige Venendrucksteigerungen bei Patienten mit kardiovasculär kompensierter [arterieller] Hypertonie relativ selten sind. Das Problem des Verhaltens der Venen beim Hochdruck sollte weiter untersucht werden.“

## Beispiele
Zum Beispiel findet man bei einer Trikuspidalklappenstenose Venenpulsationen auf dem Handrücken; sie verschwinden beim Vorhofflimmern. Ergänzend beschrieb Wilhelm Nonnenbruch bei der Trikuspidalklappeninsuffizienz mit Vorhofflimmern einen pathologischen positiven systolischen Venenpuls. Ähnlich sah Hans Julius Wolf bei der Trikuspidalklappeninsuffizienz einen „starken systolischen Venendruckpuls an der Jugularvene und einen systolischen Leberpuls.“ Fritz Lange beschrieb ausführlich bei beiden „Trikuspidalklappen-Erkrankungen“ den Venenpuls und die Venenpulswellen an der Leber, an den Extremitäten sowie an der Stirn.
Willibald Pschyrembel unterschied den pathologischen oder positiven Venenpuls bei der Trikuspidalklappeninsuffizienz vom normalen oder negativen Venenpuls bei einer Schwäche der rechten Herzkammer. Theodor Brugsch beschrieb ausführlich die Pulskurven und die entsprechenden Venenpulsbilder beim negativen und beim positiven Venenpuls.
„Mit dem protodiastolischen Hervorschleudern der vorderen Brustwand geht bei der Mediastinoperikarditis oder der Perikarditis adhaesiva externa eine schnelle Entleerung der Vorhöfe einher, so entsteht der diastolische Venenkollaps.“
„Venendruckmessungen bei einer Klappeninsuffizienz in der Vena saphena magna sinistra zeigen beim stehenden Patienten während des Valsalva-Pressversuches einen markanten Druckanstieg infolge venösen Refluxes.“
Bei einer Abflussbehinderung aus den Lungenvenen kann es zu einer Drucksteigerung im Lungenkreislauf und somit in den Lungenarterien zur pulmonalen Hypertonie kommen. Eine „pulmonalvenöse Hypertonie infolge einer Linksherzinsuffizienz verändert die Lungenmechanik schwerwiegend und dadurch auch das Ventilations-Perfusions-Verhältnis.“
Ein erhöhter lokaler Venendruck in den Analvenen zum Beispiel durch andauerndes Pressen oder Husten kann besonders nach langem Sitzen oder bei Kälte eine Perianalthrombose oder Analvenenthrombose verursachen.

## Diagnostik
Die Messung des venösen Blutdrucks (Venendruckmessung, Phlebomanometrie) erfolgt in erster Linie direkt, also als Messung mittels Punktion einer Vene meistens am Fußrücken (beim stehenden Patienten). Man spricht dann von der blutigen Blutdruckmessung. Unter der Phlebodynamometrie versteht man die „blutige Venendruckmessung unter standardisiertem Bewegungsprogramm.“
Fritz Lange beschrieb ausführlich die blutige Venendruckmessung in der Vena brachialis beim liegenden Patienten in der Ellenbeuge mit Hilfe des Venendruckmessungsapparates nach Moritz und Tabora. Analog erklärte Arnold Kappert die Venendruckmessung mit dem Pulmokath-Mikrokatheter nach Grandjean in der Vena saphena magna und außerdem die Venendruckmessung mit dem Phlebometron nach Varady in einer Fußvene jeweils im Stehen. „Für die Messung des peripheren Venendruckes wird als Punktionsstelle eine Fußrückenvene gewählt. Der Druck kann im einfachsten Fall mittels eines Infusionsschlauches mit der Steigrohrmethode, viel genauer jedoch mittels Druckwandler, Elektromanometer und Schreiber registriert werden. Meßanordnung zur Registrierung des Venendruckes (nach Varady 1982).“
Der periphere Venendruck „ist stark abhängig von hydrostatischen Einflüssen, Muskelarbeit und Temperaturänderungen und steigt mit dem Abstand vom Herzen nach distal [an].“ Invasive Venendruckmessverfahren zur ZVD-Bestimmung eignen sich nicht zum Messen des peripheren Venendrucks.
„Bei einem pathologisch erhöhten Femoralvenendruck infolge einer Beckenvenenthrombose bleiben auch beim Valsalva-Manöver (während einer Ultraschall-Doppler-Untersuchung, USD-Untersuchung) ein Druckgradient in Richtung der Vena cava und daher eine herzwärts gerichtete Blutströmung bestehen.“

## Normalwerte
„Die Venen am Fußrücken können beim passiven Stehen einen Druck von 95 mmHg aufweisen.“ „Referenzbereich beim [(erwachsenen)] Stehenden in den Fußvenen circa 90 mmHg, in Ruhe beim Liegenden circa 2 bis 5 mmHg über dem zentralen Venendruck.“ „Der Druck in größeren Venen wird in Ruhe und Horizontallage mit 3–10 mmHg angegeben.“ „Der Venendruck am Fußrücken ist bei Gesunden und Postthrombotikern im Stehen gleich hoch (75–90 mmHg). Er sinkt während der Wadenmuskelpumpe bei Venengesunden stark ab, das heißt um 40–60 mmHg.“
„Im Liegen sind die Venen weitgehend kollabiert, der Druck beträgt zwischen 10 und 15 mmHg.“ „Im Liegen und im Bereich der Knöchelgefäße gemessen beträgt der mittlere venöse Druck nur 15 mmHg. Bei aufrechter Körperhaltung vergrößert sich dieser Wert durch den hydrostatischen Druck der nunmehr senkrechten Blutsäule auf 115 mmHg in den Venen.“ „In oberflächlichen Fußvenen beträgt der intravasale Druck etwa 30 mmHg im Liegen. Im Stehen steigt er je nach Körpergröße auf etwa 60–105 mmHg“ an. Hier wird jedoch nicht zwischen Hypotonie, Normotonie und Hypertonie differenziert; offenbar sind die Übergänge fließend.
„Der Druck in der Vena femoralis beträgt im Liegen normalerweise 4–8 mmHg und steigt unter Belastung bei freiem Abfluß nur unwesentlich an. Die absolute Höhe ist weniger wichtig als die Seitendifferenz.“
„Ein Venendruck, an der Ellenbeuge in Herzhöhe gemessen, liegt normalerweise in der Breite von 0,7 bis 6,6 mmHg, das heißt also unter 100 mm Wasserdruck.“ „Nicht selten findet man eine Differenz des Armvenendrucks zwischen rechts und links.“ „Der Venendruck … liegt in der Regel zwischen 35 und 85 mm Wassersäule. In Ausnahmefällen sind geringe Steigerungen bis zu 120 mm Wasser [=9 mmHg] gefunden worden.“
„Diese peripheren Venendrucke sind also stark beeinflußt von der Körperhaltung, der Muskelaktion, Abflußbehinderung durch einengende Kleidungsstücke, die Gewebsspannung, besonders beim Vorliegen von Ödemen, dem Vorliegen von Venenanomalien, Varicenbildung und so weiter.“
Die Venae episclerales münden in die Venae ciliares anteriores. Der episklerale Venendruck (EVP) steht im Zusammenhang mit dem intraokulären Druck (Augeninnendruck, IOP). Der episklerale Venendruck beträgt physiologisch 9–10 mmHg und steigt bei Glaukom-Patienten an.

## Venöse Hypertonie
„Der Venendruck beträgt in der oberen Armvene [beim gesunden Erwachsenen in „Rückenlage“] 70–90 mm Wasser. Werte über 120–150 mm Wasser werden als pathologisch angesehen.“ Gemessen wurde „der venöse Blutdruck durch Einstich einer Nadel in die Vena mediana cubiti. Die 1,5 mm dicke Kanüle wird durch einen Gummischlauch mit einem U-Rohrmanometer verbunden.“ 10 m Wassersäule entsprechen etwa 100 kPa. 10 mm Wassersäule ≈ 100 Pa. Eine venöse Normotonie liegt also bei Blutdruckwerten zwischen 700 und 900 Pa. Eine venöse Hypertonie besteht also bei venösen Blutdruckwerten zwischen 12 und 15 hPa oder zwischen etwa 9 und 11 Torr (=mmHg).
„Der Venendruck, der bei der Moritz-Taboraschen Venendruckmessung an den Armvenen normalerweise bis zu 8 bis 10 cm³ in Herzhöhe beträgt, kann bei Insuffizienzerscheinungen des rechten Ventrikels mehrere 100 cm³ Wasserdruck betragen.“ Hier verwendete Theodor Brugsch mit Kubikzentimeter Wasserdruck eine falsche Druckeinheit. Vermutlich meinte er Zentimeter Wassersäule; allerdings wäre dann ein Venendruckanstieg von 80 mm auf mehrere Meter Wassersäule bei der Rechtsherzinsuffizienz unrealistisch.

## Therapie
Im Vordergrund therapeutischer Bemühungen bei der Venenbluthochdruckkrankheit steht die nichtmedikamentöse Behandlung der ursächlichen Grunderkrankung. Eine Kompressionstherapie zum Beispiel mit Kompressionsstrümpfen wäre allerdings nicht angezeigt, weil sie den intravenösen Blutdruck weiter erhöht. Vorübergehend eindeutig drucksenkend wären dagegen das „Hochlegen der Beine und ein erhöhtes Fußteil im Bett.“ Beim Kopfstand würde der Venendruck in den Beinen absinken und besonders im Kopf sowie in den Armen ansteigen.
Zusätzlich werden bei venösen Durchblutungsstörungen zur Tonisierung der Venen sogenannte Venenmittel („Venenpharmaka“) eingesetzt, nicht jedoch zur gezielten Beeinflussung der Phlebohypertonie. „Einige Venenmittel enthalten Spartein, das eine Steigerung des Venentonus und einen Anstieg des venösen Drucks bewirkt;“ sie wären also kontraindiziert. In der Schulmedizin gelten die Venenmittel als „überflüssige Medikamente“, obwohl sie „keine Kontraindikationen“ haben.
Die üblichen Antihypertensiva zur Behandlung der arteriellen Hypertonie sind zur Behandlung der venösen Hypertonie nicht zugelassen. Untersuchungen zur Wirksamkeit (zum Beispiel von Diuretika oder Calciumantagonisten) im Venensystem liegen nicht vor. Ebenso fehlen Hinweise zur venösen Blutdrucksenkung als erwünschte oder unerwünschte Nebenwirkung der Blutdrucksenker.
Bei den Vasodilatatoren unterscheidet man die überwiegend venös wirksamen von den überwiegend arteriell wirksamen Dilatatoren. Die meisten Gefäßerweiterer haben jedoch gleichzeitig sowohl eine venöse als auch eine arterielle Vasoaktivität, verkleinern also Vorlast und Nachlast. Sie senken den peripheren Widerstand durch eine Erschlaffung der glatten Gefäßmuskulatur in den Schlagadern und in den Blutadern.